# Megumi Okina
Megumi Okina (奥菜 恵 Okina Megumi?,  6 de agosto de 1979) es una actriz y cantante de J-Pop japonesa.
Nació en Hiroshima y creció en Tokio. Hizo su debut como cantante de J-Pop el 19 de agosto de 1995.  Participó en el elenco de la película original japonesa The Grudge.
Se casó con Susumu Fujita en enero de 2004, aunque se divorciaron el 22 de julio de 2005.

## Filmografía
- 2008: Shutter
- 2003: Ju-on: The Grudge
- 2001: Red Shadow: Akakage
- 2001: Otogiriso (St John's Wort)
- 2000: Sebunzu feisu (Seven's Face)
- 1995: Naito heddo (Night Head)

## Álbumes
1. BLOSSOM
2. illusion
3. gradation
4. i・n・g
5. STAIRS-The Best Songs-